# 神戶具盛 (第4代當主)
神戶具盛（?—1551年），日本戰國時代的武將、大名。伊勢國人領主神戶氏第4代當主。父親是伊勢國司北畠家第6代當主北畠材親（一説是北畠政鄉）。通稱四郎、藏人，亦被稱為樂三具盛。

## 生平
生年不詳，家中次男。神戶氏是關氏的一族，不過很早就在北畠家影響之下。神戶氏第3代當主神戶為盛迎北畠家的女子為妻，不過沒有誕下兒子。
在京都相國寺擔任侍童，不過父親為了加強對神戶氏的影響力而被召回家中，並成為為盛的養子，繼承家督而成為當主和澤城（神戶西城）城主，後來築起神戶城並以其為據點。
以主家北畠家的力量為背景，令女兒嫁給楠氏和赤堀氏，以北伊勢為中心，擴大神戶氏的勢力。在天文20年（1551年）死去。戒名是後龍光寺殿一峯樂三大居士。
兒子兼第5代當主長盛和孫兒兼第6代當主利盛的時期，神戶氏成為北伊勢的代表勢力之一，與關氏和長野工藤氏並稱。
末子政光繼承高島氏，政光的兒子政勝對神戶宗家的滅亡感到可惜，於是令兒子政房成為具盛（第7代當主？）的養子。政房的兒子改名為神戶良政，在仕於紀州德川家後，有『勢州軍記』、『伊勢軍記』等著作。

## 外部連結
- 武家家伝＿神戸氏 （页面存档备份，存于）